# Матейовский, Марек
Ма́рек Ма́тейовский (чеш. Marek Matějovský; 20 декабря 1981, Брандис-над-Лабем-Стара-Болеслав, Среднечешский край, Чехословакия) — чешский футболист.

## Карьера

### Клубная
Воспитанник футбольных школ клубов «Славой» и «Альфа» из пражского пригорода Брандис-над-Лабем-Стара-Болеслав и клуба «Млада-Болеслав», в котором в 1999 году и начал профессиональную карьеру. В 2001 году перешёл в клуб «Яблонец 97» из города Яблонец-над-Нисоу, а в январе 2003 года вернулся в «Младу-Болеслав», за который и выступал следующие 5 лет, став за это время вместе с клубом серебряным призёром чемпионата Чехии и сыграв в квалификационном раунде Лиги чемпионов и дважды в групповом турнире Кубка УЕФА, в 2005 году стал капитаном команды. 7 января 2008 года подписал контракт на 3,5 года с английским «Редингом», который заплатил за его трансфер сумму в 1.420.000 £. В составе «Рединга» дебютировал 19 января 2008 года в домашнем матче с клубом «Манчестер Юнайтед», а первый гол забил 15 марта 2008 года в ворота «Ливерпуля».

### В сборной
В 2001 году сыграл 2 матча за молодёжную сборную (до 20 лет).
В составе главной национальной сборной Чехии дебютировал 7 февраля 2007 года в товарищеском матче со сборной Бельгии, а первый гол забил 17 октября 2007 года в матче против сборной Германии на её поле в Мюнхене. Участник чемпионата Европы 2008 года.

## Статистика выступлений за сборную
| Матчи за сборную Чехии | Матчи за сборную Чехии | Матчи за сборную Чехии | Матчи за сборную Чехии | Матчи за сборную Чехии | Матчи за сборную Чехии    | Матчи за сборную Чехии |
| ---------------------- | ---------------------- | ---------------------- | ---------------------- | ---------------------- | ------------------------- | ---------------------- |
| №                      | Дата                   | Оппонент               | Счёт                   | Голы                   | Соревнование              |                        |
| 1                      | 7 февраля 2007         | Бельгия                | 2:0                    | -                      | Товарищеский матч         |                        |
| 2                      | 2 июня 2007            | Уэльс                  | 0:0                    | -                      | Отборочный матч ЧЕ-2008   |                        |
| 3                      | 22 августа 2007        | Австрия                | 1:1                    | -                      | Товарищеский матч         |                        |
| 4                      | 17 октября 2007        | Германия               | 3:0                    | 1                      | Отборочный матч ЧЕ-2008   |                        |
| 5                      | 17 ноября 2007         | Словакия               | 3:1                    | -                      | Отборочный матч ЧЕ-2008   |                        |
| 6                      | 21 ноября 2007         | Кипр                   | 2:0                    | -                      | Отборочный матч ЧЕ-2008   |                        |
| 7                      | 6 февраля 2008         | Польша                 | 0:2                    | -                      | Товарищеский матч         |                        |
| 8                      | 26 марта 2008          | Дания                  | 1:1                    | -                      | Товарищеский матч         |                        |
| 9                      | 27 мая 2008            | Литва                  | 2:0                    | -                      | Товарищеский матч         |                        |
| 10                     | 30 мая 2008            | Шотландия              | 3:1                    | -                      | Товарищеский матч         |                        |
| 11                     | 11 июня 2008           | Португалия             | 1:3                    | -                      | ЧЕ-2008. Групповая стадия |                        |
| 12                     | 15 июня 2008           | Турция                 | 2:3                    | -                      | ЧЕ-2008. Групповая стадия |                        |
| 13                     | 11 февраля 2009        | Марокко                | 0:0                    | -                      | Товарищеский матч         |                        |
| 14                     | 15 ноября 2009         | ОАЭ                    | 0:0                    | -                      | Товарищеский турнир       |                        |
| 15                     | 18 ноября 2009         | Азербайджан            | 0:2                    | -                      | Товарищеский турнир       |                        |

## Достижения
«Млада-Болеслав»
- Вице-чемпион Чехии:2005/06
- Третье место чемпионата Чехии:2006/07

 «Спарта» (Прага)
- Чемпион Чехии:2013/14
- Вице-чемпион Чехии (4): 2010/11, 2011/12, 2012/13, 2014/15
- Обладатель Кубка Чехии:2013/14
- Обладатель Суперкубка Чехии:2014